# 文化人類学者の一覧
文化人類学者の一覧（ぶんかじんるいがくしゃのいちらん）は、文化人類学ならびに隣接分野の諸研究に寄与した学者の一覧である。

## 欧米の文化人類学者

### 進化主義
- ルイス・ヘンリー・モーガン
- エドワード・バーネット・タイラー
- ジェームズ・フレイザー
- レヴィ＝ブリュル

### 伝播主義
- フリッツ・グレープナー
- レオ・フロベニウス
- グラフトン・エリオット・スミス
- ヴィルヘルム・シュミット

### フランス社会学派
- マルセル・モース
- マルセル・グリオール

### 構造機能主義
- ブロニスワフ・マリノフスキ
- アルフレッド・ラドクリフ＝ブラウン
- エドワード・エヴァン・エヴァンズ＝プリチャード
- マイヤー・フォーテス

### アメリカ歴史学派
- フランツ・ボアズ
- アルフレッド・L・クローバー

### 文化様式論、文化とパーソナリティ論
- ルース・ベネディクト
- マーガレット・ミード

### 新進化主義

#### 第一世代
- レスリー・ホワイト
- J・H・スチュワード

#### 第二世代
- マーシャル・サーリンズ
- E・R・サーヴィス

### 構造主義
- クロード・レヴィ＝ストロース
- エドマンド・リーチ
- ロドニー・ニーダム
- J・P・B・デ＝ヨセリン＝デ＝ヨング

### 象徴人類学
- クリフォード・ギアツ
- ヴィクター・ターナー
- メアリー・ダグラス
- ロベール・エルツ
- アルノルト・ファン・ヘネップ（ジュネップ）
- ダン・スペルベル
- モーリス・ブロック

### 言語人類学
- エドワード・サピア
- ケイレブ・エヴェレット
- ベンジャミン・L・ウォーフ
- マイケル・シルヴァスティン

### 文化唯物論
- マーヴィン・ハリス

### ポストモダン・文化批判
- ジェイムズ・クリフォード
- ジョージ・マーカス
- ヨハネス・ファビアン
- タラル・アサド
- アルジュン・アパデュライ

- レナート・ロサルド
- ポール・ラビノウ
- ダニエル・ミラー

### フランス人類学・社会学
- モーリス・ゴドリエ
- マルク・オジェ
- ピエール・ブルデュー

### ポストプルーラル・存在論的転換
- マリリン・ストラザーン
- アルフレッド・ジェル
- エドゥアルド・ヴィヴェイロス・デ・カストロ
- ブルーノ・ラトゥール
- ティム・インゴルド
- フィリップ・デスコーラ
- ジュリオ・アンジョーニ

## 日本の文化人類学者
日本の人類学者の一覧も参照。
- 青木保
- 赤堀雅幸
- 秋葉隆
- 綾部恒雄
- 池田光穂
- 石毛直道
- 石田英一郎
- 泉靖一
- 伊藤亜人
- 伊藤泰信
- 伊能嘉矩
- 岩田慶治
- 宇田川妙子
- 宇野円空

- 梅棹忠夫
- 梅屋潔
- 太田好信
- 大塚和夫
- 大林太良
- 岡正雄
- 岡田浩樹
- 荻原眞子
- 奥野彦六郎
- 小沢昭一
- 春日直樹
- 片倉もとこ
- 鹿野忠雄
- 蒲生正男

- 川田順造
- 岸上伸啓
- 蔵持不三也
- 栗本英世
- 小泉潤二
- 小西正捷
- 櫻井龍彦
- 佐々木高明
- 末成道男
- 杉浦健一
- 杉島敬志
- 須藤健一
- 祖父江孝男
- 高木俊雄

- 高倉新一郎
- 谷泰
- 坪井正五郎
- 鳥居龍蔵
- 中根千枝
- 波平恵美子
- 西村朝日太郎
- 沼澤喜市
- 浜本満
- 古野清人
- 牧野巽
- 松園万亀雄
- 松本信広
- 馬淵東一

- 宮崎恒二
- 山口智美
- 山口昌男
- 山下晋司
- 吉岡政徳
- 吉田集而
- 米山俊直
- 渡辺公三
- 渡辺靖

文化（社会）人類学は学問領域が広いため関連領域も多岐にわたっている。以下、関連諸分野の主要な学者を列挙する。
自然人類学/形質人類学
- 清野謙次
- 小金井良精
- 坪井正五郎

- 金関丈夫
- 長谷部言人
- 埴原和郎

言語学
- 綾部裕子
- 池上二良
- 伊波普猷
- 金田一京助

民俗学
- 折口信夫
- 桜田勝徳
- 渋沢敬三
- 谷川健一
- 中山太郎

- 西村真次
- 早川孝太郎
- 南方熊楠
- 宮本馨太郎
- 宮本常一

- 宮田登
- 柳田國男
- 和歌森太郎